# Akdeniz (Mersin)

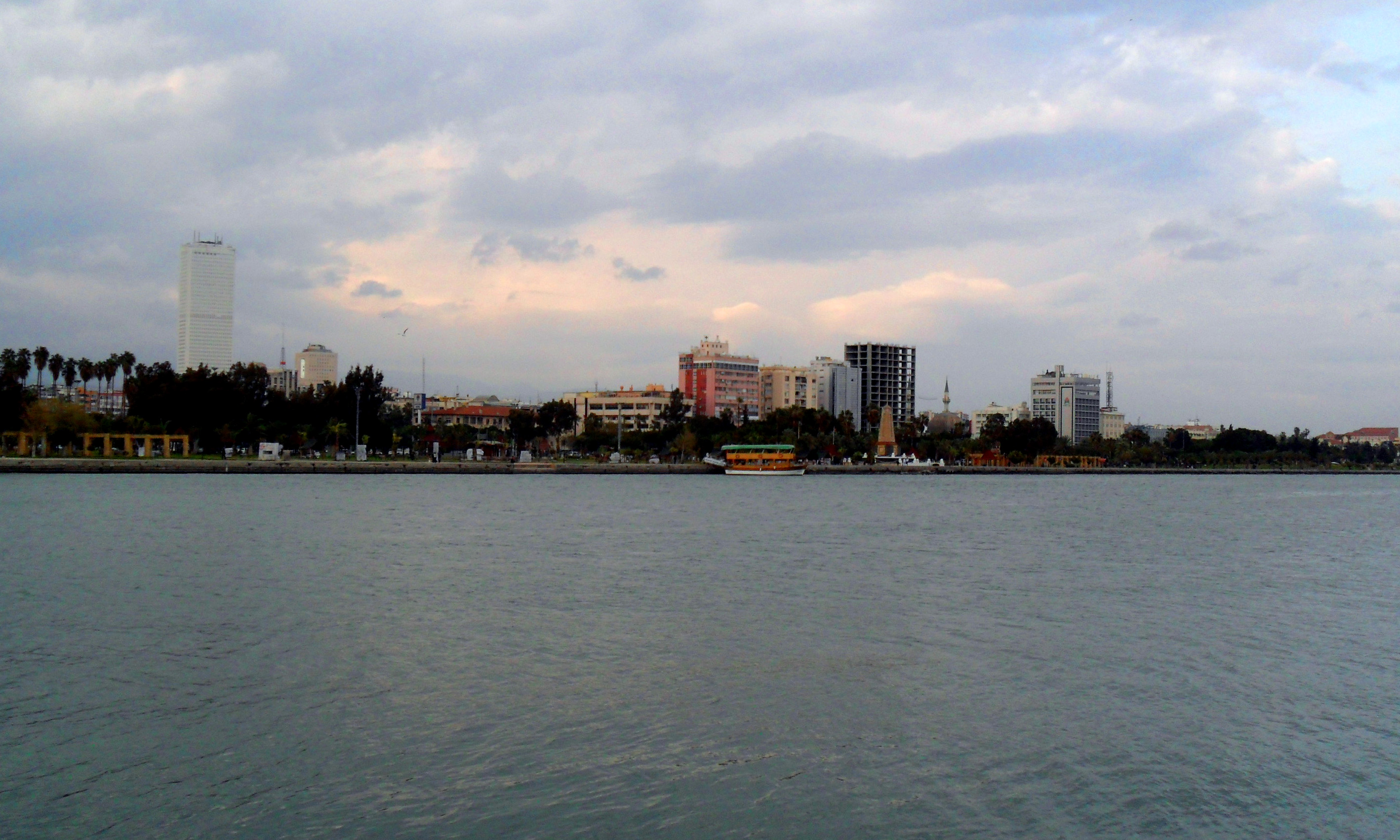
Akdeniz, Mersin

Akdeniz (la propriu: marea albă) este una dintre cele patru unități administrativ-teritoriale a orașului Mersin și, în același timp, a provinciei Mersin, situata în sudul Turciei.